# Mercedes-AMG GT
Mercedes-AMG GT (заводський індекс C190) — спорткар німецької компанії Mercedes-AMG.

## Перше покоління (C190/R190; 2014–2022)

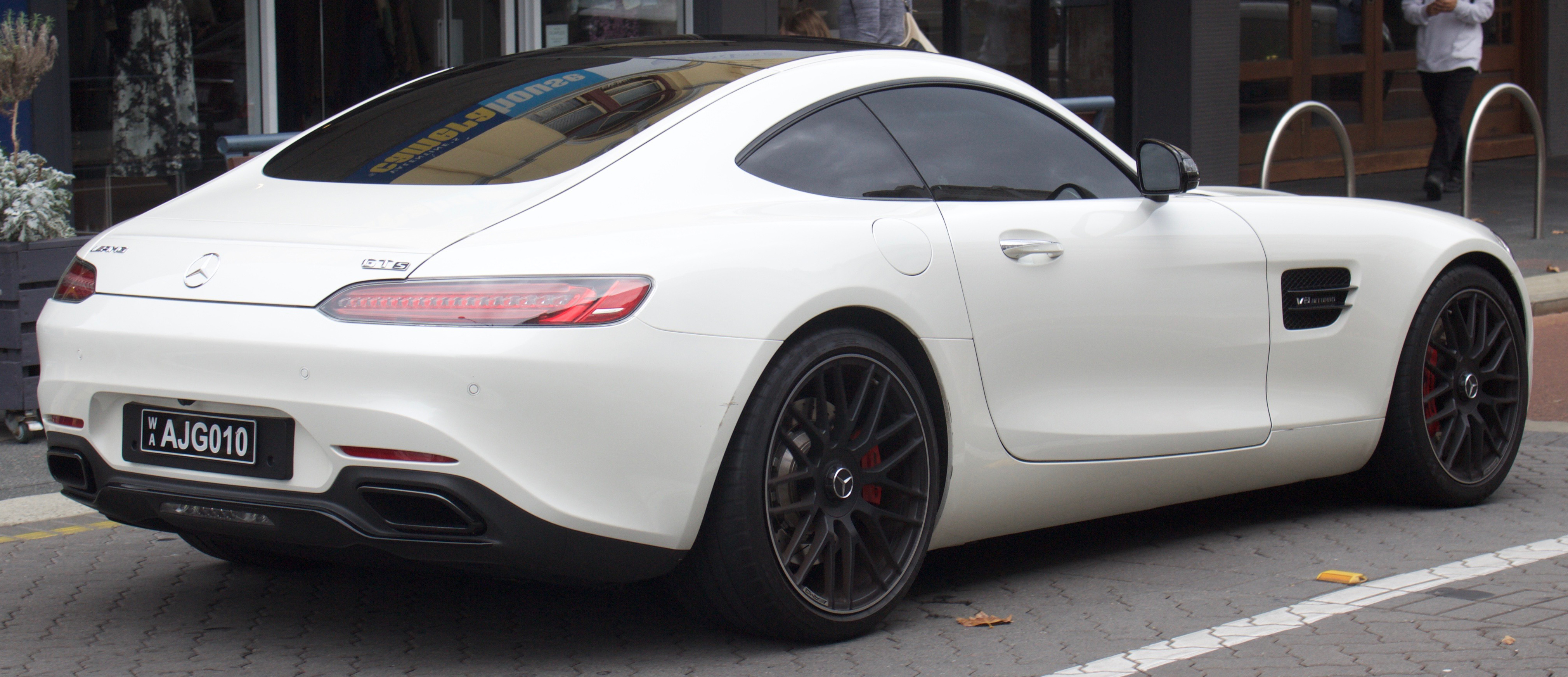
Mercedes-AMG GT (C190)

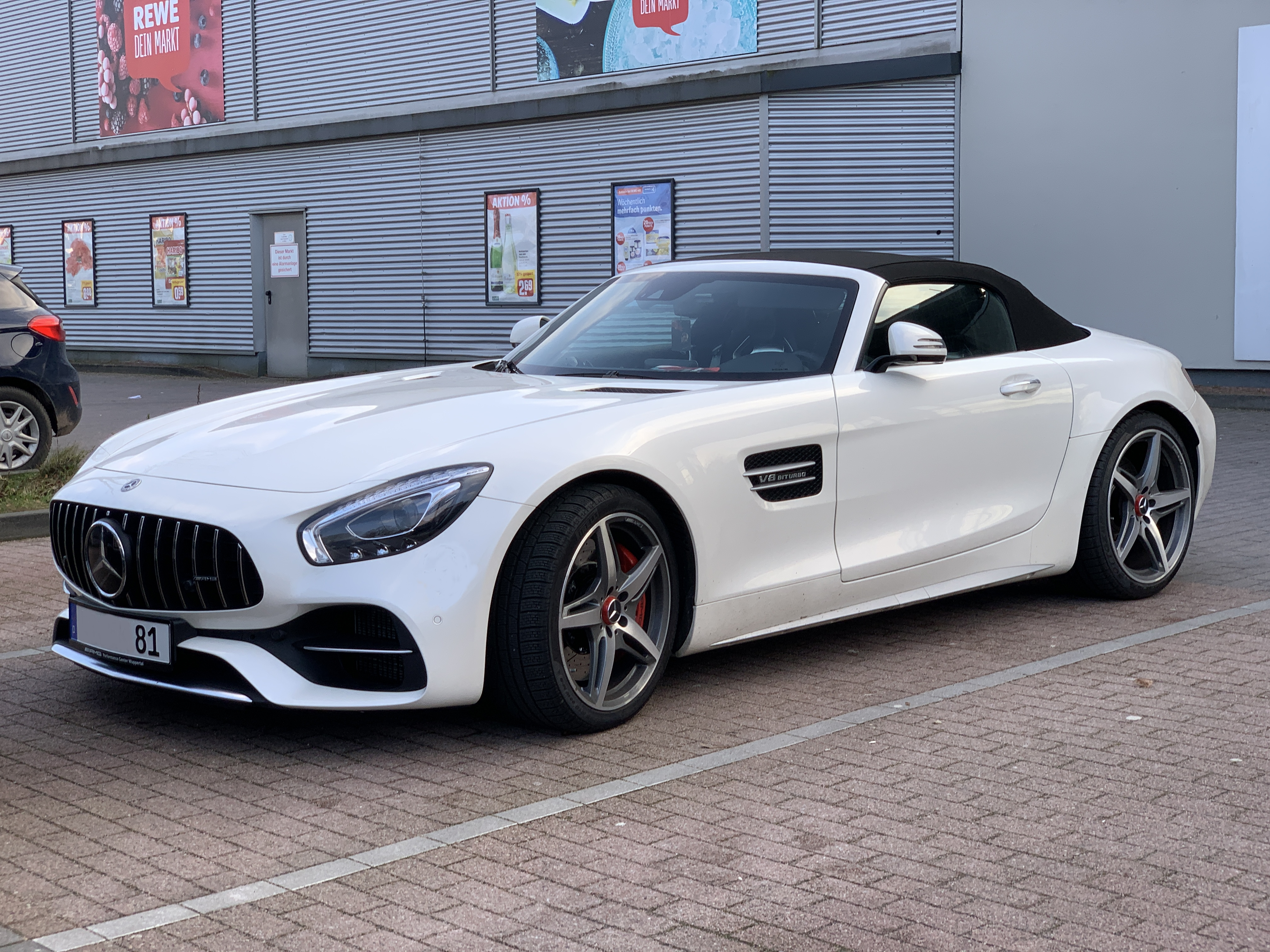
Mercedes-AMG GT Roadster (R190)

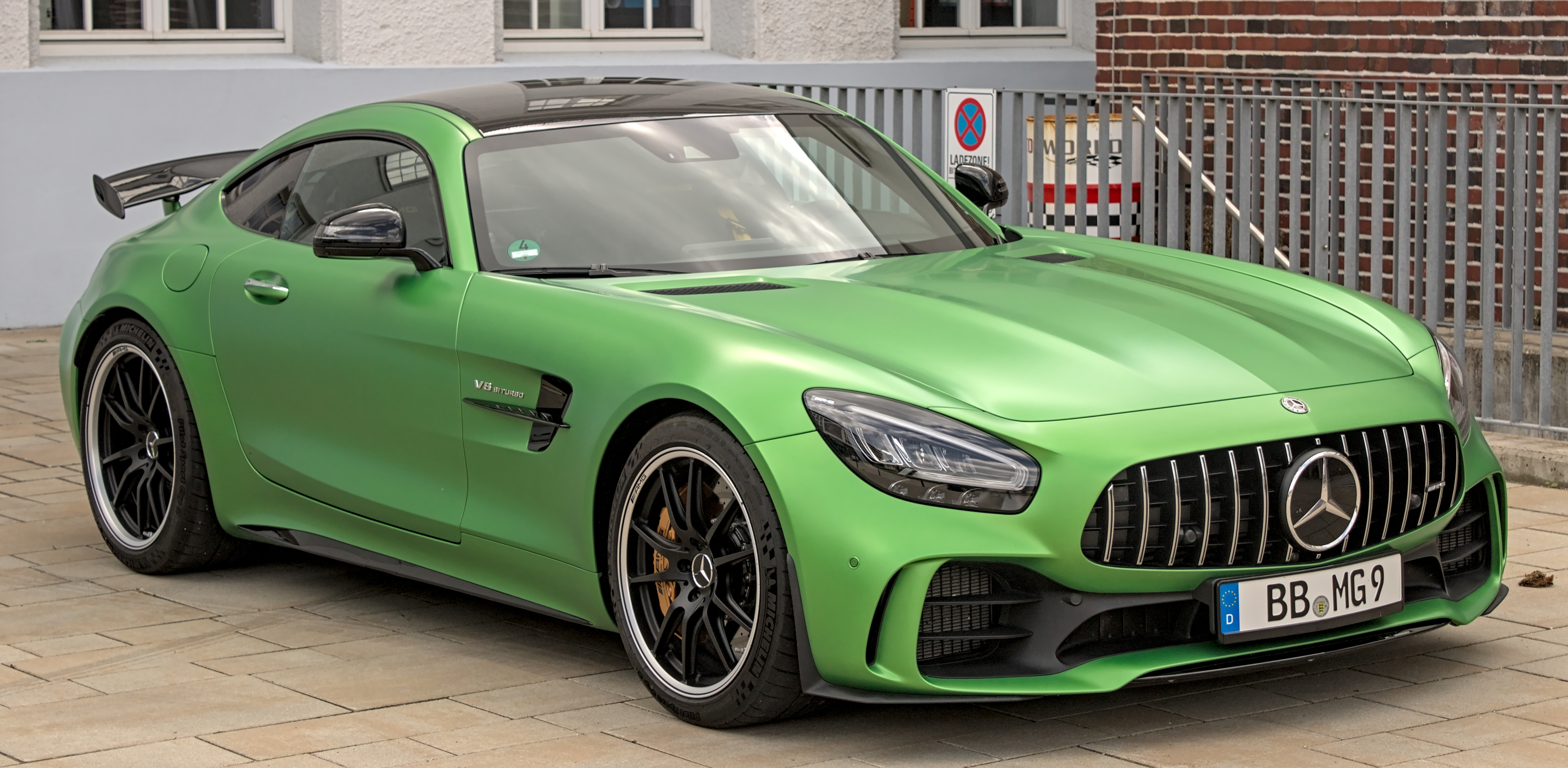
Mercedes-AMG GT R

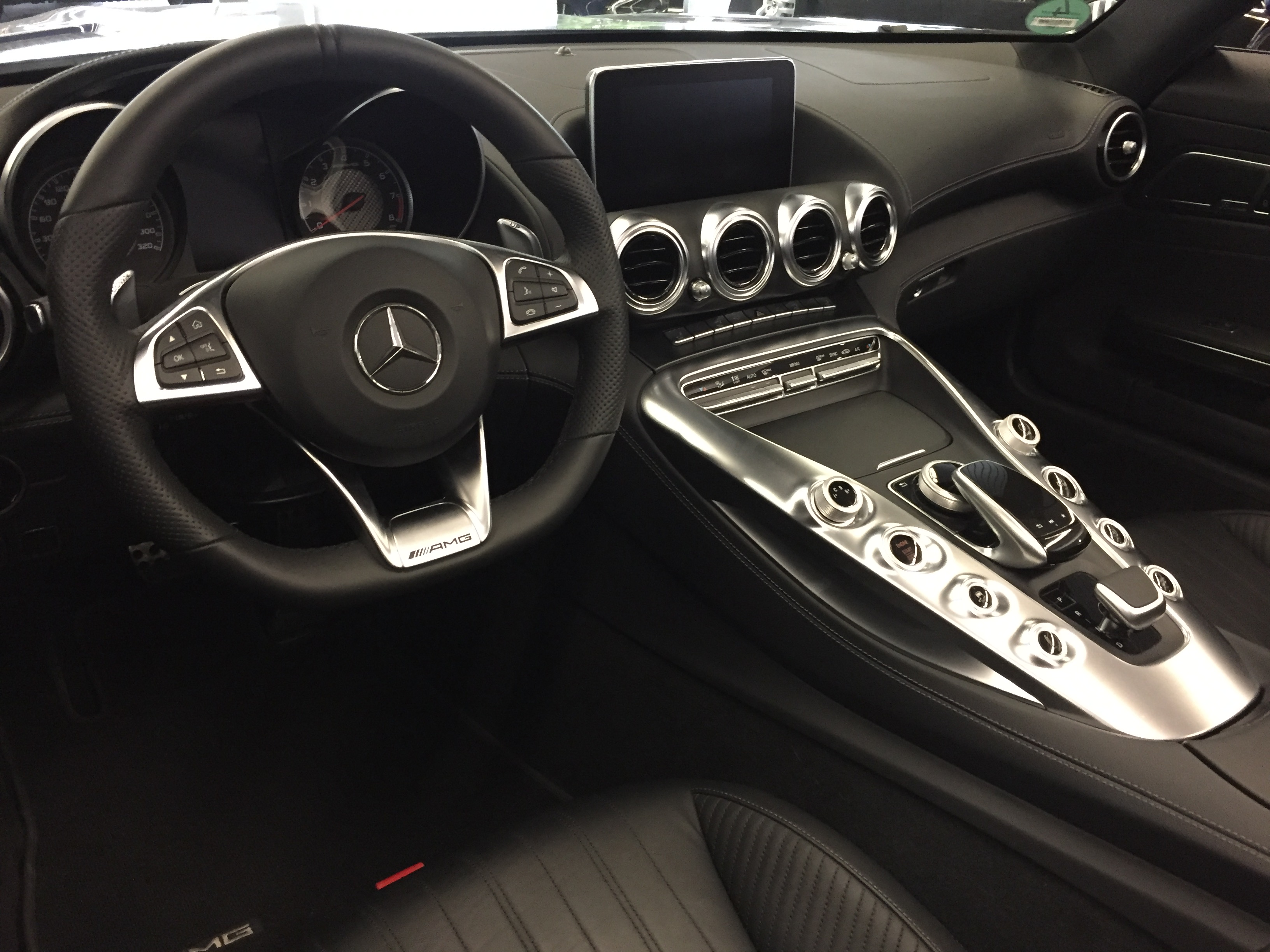
Салон

Онлайн презентація моделі відбулася 9 вересня 2014 року, а дебютував автомобіль на початку жовтня на міжнародному мотор-шоу в Парижі. Mercedes-Benz AMG GT планується виробляти в кузовах купе і кабріолет.
Mercedes-AMG GT - друга модель повністю розроблена інженерами з Аффальтербаха. Кузов автомобіля зроблений з легких матеріалів, в основному алюмінію. Вага складає майже 1550 кг. Більш потужна версія AMG GT S важче на 30 кг.
Першим на ринок вийшов автомобіль з кузовом купе, який оснащений бітурбованим двигуном V8 об’ємом 4,0 літра. У базовій версії GT потужність агрегату складає 462 к.с., у топової модифікації GT S під капотом будуть 510 к.с., які здатні розігнати спорткар від нуля до сотні за 3,8 секунди. Заявлена виробником максимальна швидкість складає 310 км/год. В парі з двигуном працює 7-ступенева КПП Getrag з подвійним зчепленням, що перекочувала в удосконаленому вигляді з AMG SLS.
Двигун, кермо та підвіску можна налаштувати під стиль водіння. Для цього передбачено декілька варіантів - "individual", "comfort", "sport" та "sport+".
28 березня 2015 року Mercedes-AMG GT S був презентований в Києві на НСК "Олімпійський".

### Опційне обладнання
Опції, що ввійшли у 2018 році: карбон-керамічна гальмівна система, покриття двигуна вуглецевим волокном, аудіосистема «Burmester High End» і адаптивний круїз-контроль «Distronic Plus» від Mercedes. Компанія також пропонує: численні дизайни коліс, систему контролю сліпих зон, систему попередження про виїзд за межі смуги руху, червоні гальмівні супорти, більше вуглецевого волокна для інтер’єра і екстер’єра, бічні дзеркала з підігрівом і електроприводом, функцію доступу без ключа і підсвічування порогів.

### Двигуни
- 4.0 л M 178 DE 40 AL DOHC twin-turbo V8 462-530 к.с. 600-670 Нм (AMG GT)
- 4.0 л M 178 DE 40 AL DOHC twin-turbo V8 510-522 к.с. 650-670 Нм (AMG GT S)
- 4.0 л M 178 DE 40 AL DOHC twin-turbo V8 557 к.с. 680 Нм (AMG GT C)
- 4.0 л M 178 DE 40 AL DOHC twin-turbo V8 585 к.с. 700 Нм (AMG GT R, AMG GT R PRO)
- 4.0 л. M 178 LS2 DOHC twin-turbo V8 730 к.с. 800 Нм (AMG GT Black Series)
- 4.0 л. M 178 LS2 DOHC twin-turbo V8 734 к.с. 850 Нм (AMG GT Track Series)
- 6.2 л M 159 DOHC V8 751 к.с. (AMG GT3, AMG GT3 EVO)

## Друге покоління (з 2023)

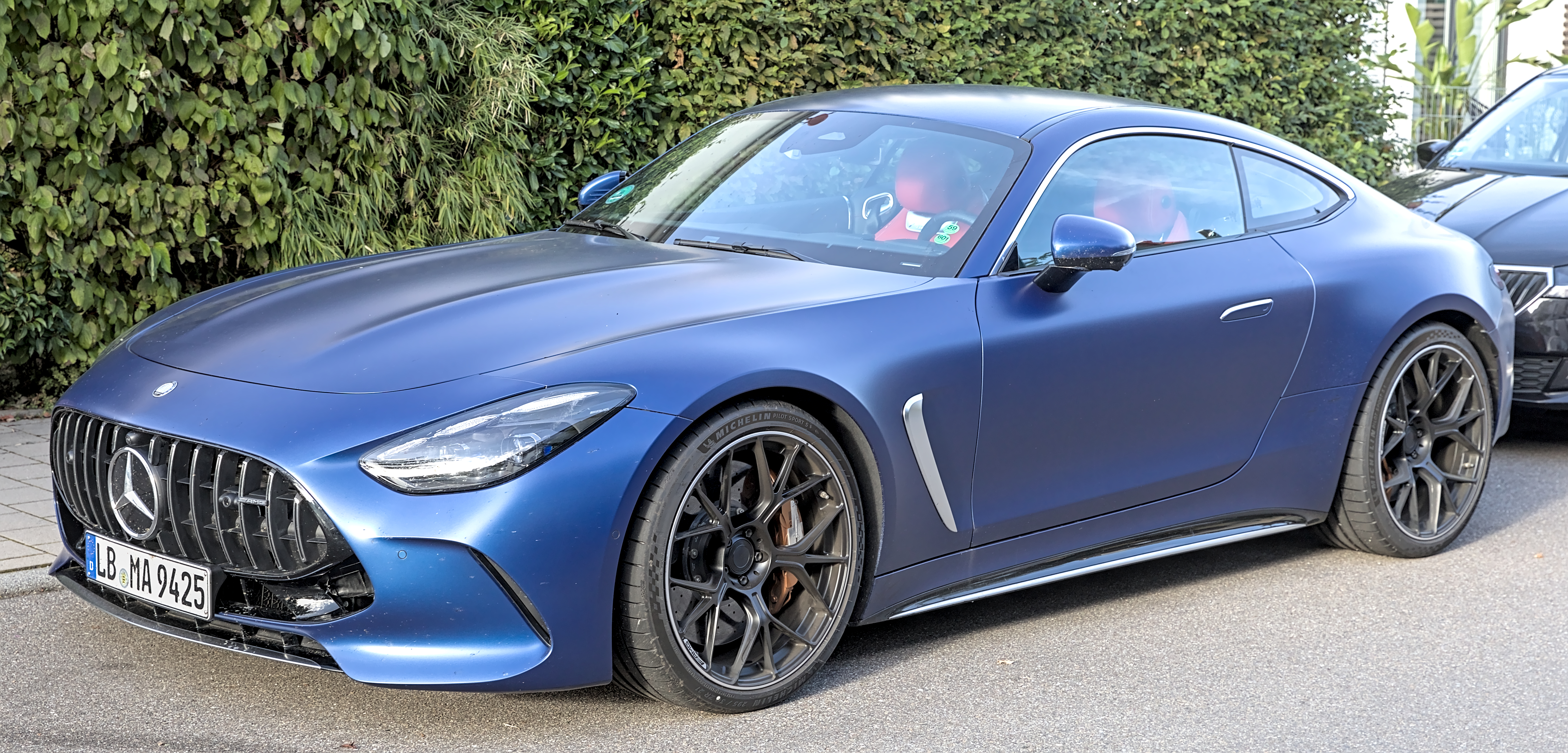
Mercedes-AMG GT 63 S E Performance

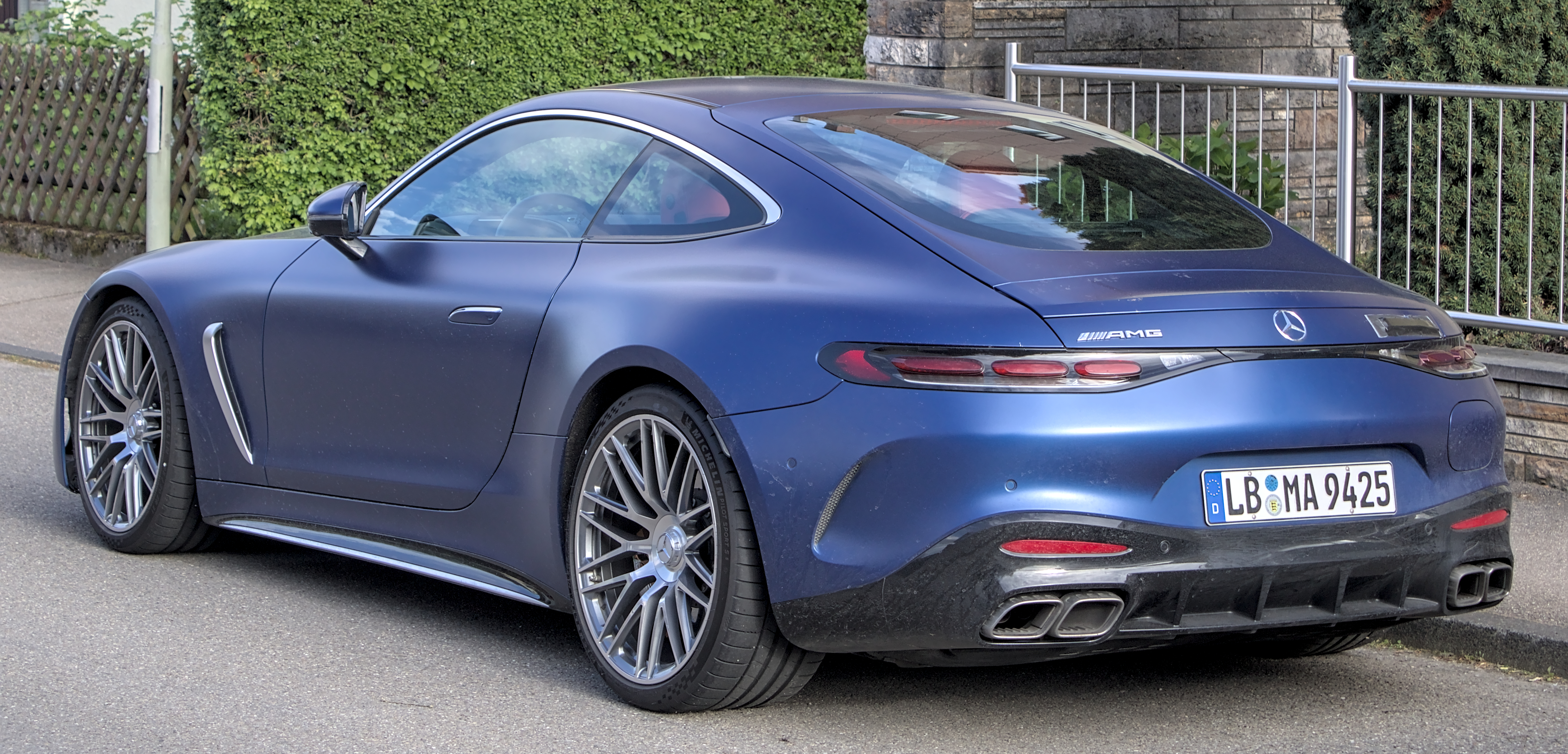
Mercedes-AMG GT 63 S E Performance

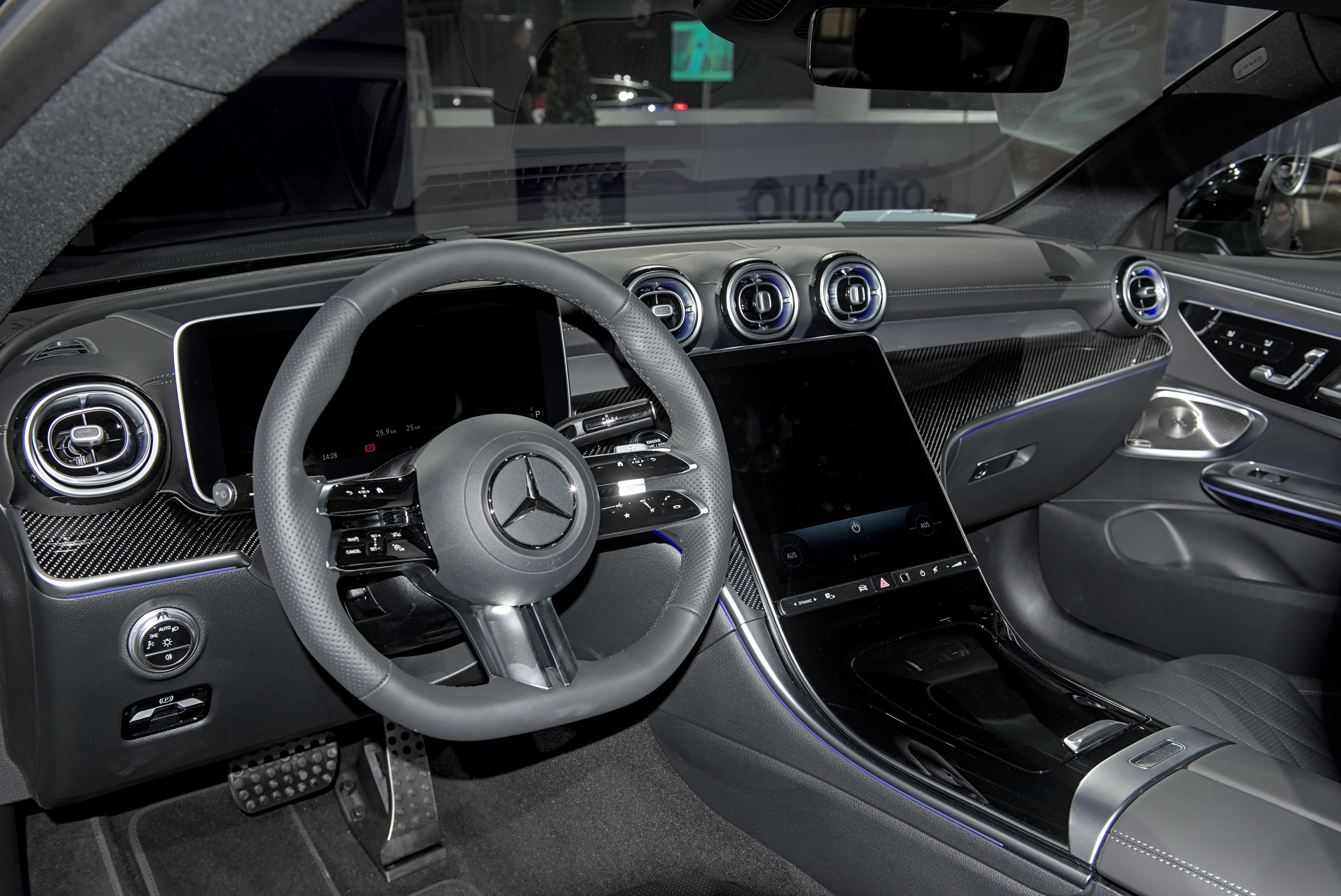

В 2023 році дебютує Mercedes-AMG GT другого покоління. Автомобіль буде збудовано на новій платформі Mercedes-Benz MSA, що й Mercedes-AMG SL. Купе з посадковою схемою 2+2 отримає повний привід 4Matic.

### Двигуни
- 2.0 л M139 DE20 AL I4 turbo 421 к.с. 500 Нм (GT 43)
- 4.0 л M177 DE40 AL V8 biturbo 476 к.с. 700 Нм (GT 55)
- 4.0 л M177 DE40 AL V8 biturbo 585 к.с. 800 Нм (GT 63)
- 4.0 л M177 DE40 AL V8 biturbo 612 к.с. 850 Нм (GT 63 Pro)
- 4.0 л M177 DE40 AL V8 biturbo 612 к.с. 850 Нм + електродвигун 204 к.с. 320 Нм сумарно 802 к.с. 1430 Нм (GT 63 S E Performance)

## Продажі
| рік  | Європа | США   |
| ---- | ------ | ----- |
| 2014 | 71     |       |
| 2015 | 2.508  | 1.277 |
| 2016 | 2.372  | 1.227 |
| 2017 | 2.443  | 1.609 |
| 2018 | 3.569  | 1.525 |
| 2019 | 5.644  | 4.208 |
| 2020 | 3.640  | 2.567 |
| 2021 | 2.266  | 3.110 |

1. ↑  Європа: 2020 ЄС 27 + Велика Британія + Швейцарія + Норвегія + Ісландія